# Shoshong
Shoshong – miasto w Botswanie, w dystrykcie Central. W 2008 liczyło 8 859 mieszkańców.